# Base por bolas

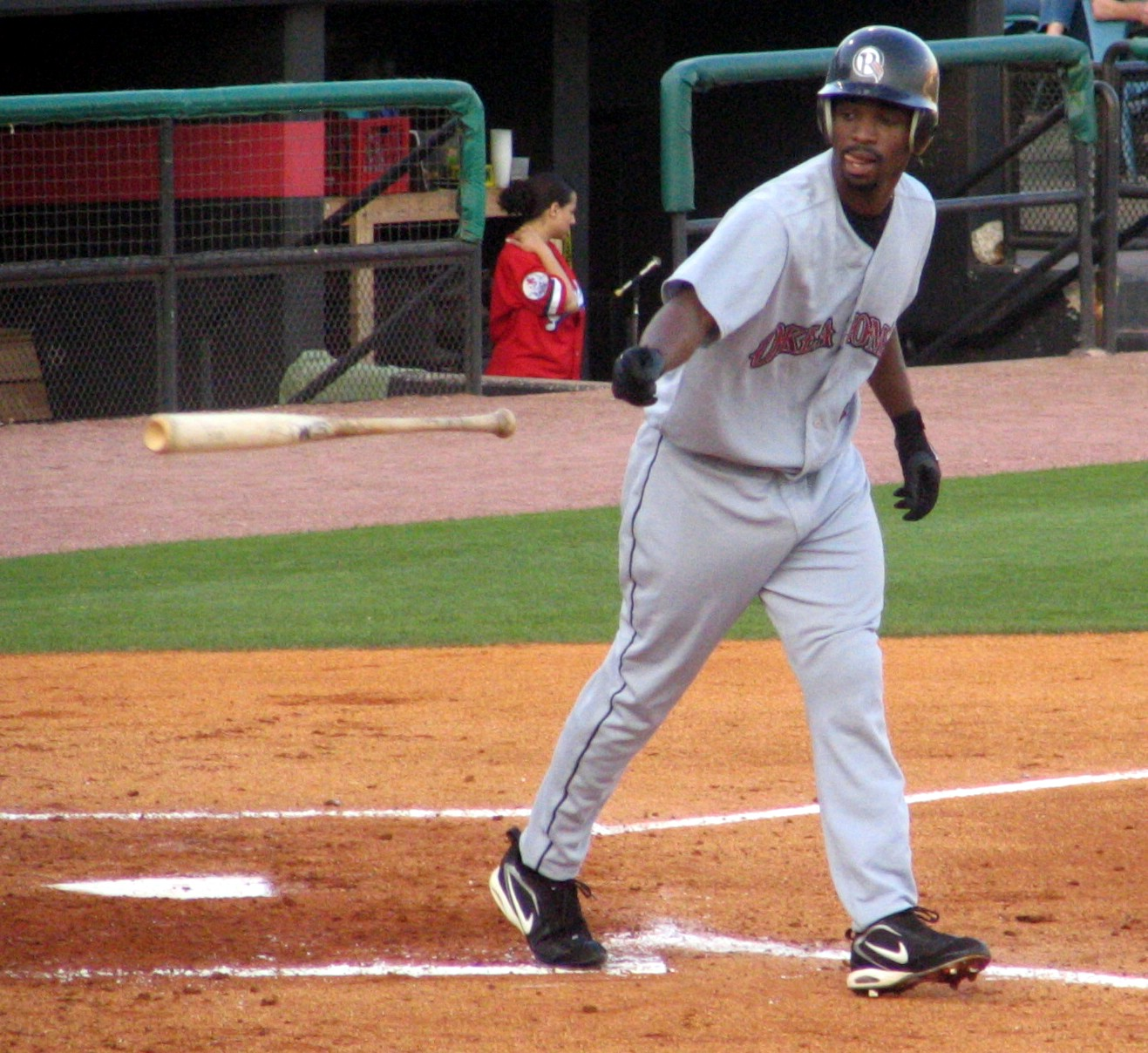
Rebatedor anda à primeira base após recebê-la por bolas.

Uma base por bolas (base on balls; denotado BB) é creditada ao rebatedor e contra o arremessador nas estatísticas do beisebol quando o batedor recebe quatro arremessos que o árbitro chama como bolas. É melhor conhecida como walk. A base por bolas está definida na Seção 2.00 das Regras Oficiais do beisebol, e mais detalhes são dados na 6.08(a). É chamado de "walk" porque o batedor então tem direito a andar para a primeira base, ou mais especificamente (como definido nas regras do beisebol), ele é "nomeado à primeira base sem passividade de ser eliminado". Se um corredor estiver na primeira base quando o batedor receber um walk, ele avança uma base para permitir ao batedor tomar a primeira. Se houver corredores na primeira e segunda, ambos avançam uma base, e se as bases estiverem lotadas, todos os três batedores avançam, com o corredor da terceira avançando à home para anotar uma corrida. Na última suposição, bases lotadas em situação de walk, o batedor é creditado com uma RBI pela regra 10.04.
Receber uma base por bolas não conta como uma vez ao bastão oficial para o batedor, mas conta como uma aparição na plate.
Um hit by pitch não é contado estatisticamente como um walk, apesar do efeito ser o mesmo, com o batedor recebendo passe livre à primeira base.

## Base por bolas intencional
Uma base por bolas intencional (intentional base on balls; denotado IBB), freqüentemente chamada de walk intencional, é quando o arremessador anda, de forma proposital, o batedor. Isto normalmente é feito com o intento de encarar um diferente batedor que a equipe sente ter uma chance melhor de eliminar, ou permitir uma possibilidade de queimada dupla se a primeira base estiver vazia com menos de dois eliminados.
Uma bola que é lançada premeditadamente para ceder uma base por bolas é chamada de bola intencional. Uma base por bolas conta como um IBB se, e somente se, o último arremesso for uma bola intencional, mesmo se todos os outros não forem.
Arremessando uma bola intencional, o arremessador geralmente a lançará para uma área bem afastada da plate, onde seria fisicamente impossível para o batedor acertar a bola. O batedor pode decidir swingar em uma bola intencional, embora isto raramente (ou quase nunca) ocorra.
O perigo de um walk intencional consiste em que há um corredor extra agora em base para o próximo rebatedor. Em muitos casos, há um perigo adicional de que esse próximo batedor da equipe adversária se sinta menosprezado e trabalhe mais duro para conseguir uma rebatida.